# La buena esposa (película de 2017)
La buena esposa (The Wife) es una película dramática del 2017 dirigida por Björn Runge y escrita por Jane Anderson, basada en la novela homónima de Meg Wolitzer. Está protagonizada por Glenn Close, Jonathan Pryce y Christian Slater, y sigue a una esposa que cuestiona sus elecciones de vida mientras viaja a Estocolmo con su esposo, quien recibe el Premio Nobel de Literatura.
La buena esposa se estrenó en el Festival Internacional de Cine de Toronto el 12 de septiembre de 2017 y fue lanzada en Estados Unidos el 17 de agosto de 2018 a través de Sony Pictures Classics.

## Sinopsis
Joan Castleman es una buena esposa, de belleza madura y natural, la mujer perfecta. Pero lo cierto es que lleva cuarenta años sacrificando sus sueños y ambiciones para mantener viva la llama de su matrimonio con su marido, Joe Castleman. Pero Joan ha llegado a su límite. En vísperas de la entrega del Premio Nobel de Literatura de 1992 a Joe, Joan llega a su límite por mantener su secreto mejor guardado.

## Reparto
- Glenn Close como Joan Castleman. 
  - Annie Starke como Joan Castleman (en su juventud).
- Jonathan Pryce como Joseph "Joe" Castleman.
  - Harry Lloyd como Joe Castleman (en su juventud).
- Christian Slater como Nathaniel Bone.
- Max Irons como David Castleman.
- Elizabeth McGovern como Elaine Mozell.
- Alix Wilton Regan como Susannah Castleman.

## Producción
El 16 de mayo de 2014, se informó que Glenn Close protagonizaría una adaptación de la novela de Meg Wolitzer "The Wife". La película sería dirigida por Björn Runge y escrita por Jane Anderson. El 30 de enero de 2015, Frances McDormand, Logan Lerman, Brit Marling, Jonathan Pryce y Christian Slater fueron anunciados para formar el reparto. El 19 de octubre de 2016, se confirmó la participación de Jonathan Pryce, Christian Slater, Elizabeth McGovern, Max Irons y la hija de Close, Annie Starke, desempeñando los papeles originalmente establecidos con McDormand, Lerman y Marling, respectivamente; Harry Lloyd también se unió al elenco. La buena esposa se filmó escenas en Glasgow, Edimburgo, y Arbigland Estate en Dumfries.

## Recepción
En el sitio web de reseñas Rotten Tomatoes, la película tiene una calificación de aprobación del 100% con base en 9 revisiones, y una calificación promedio de 8.1/10. En el sitio web Metacritic, la película tiene un puntaje promedio ponderado de 78 sobre 100, basado en 6 críticas, lo que indica "revisiones generalmente favorables".

## Premios y nominaciones
| Premio                                | Fecha de la ceremonia | Categoría            | Candidato(s) | Resultado |
| ------------------------------------- | --------------------- | -------------------- | ------------ | --------- |
| Premios Globo de Oro                  | 6 de enero de 2019    | Mejor actriz - Drama | Glenn Close  | Ganador   |
| Premios de la Crítica Cinematográfica | 13 de enero de 2019   | Mejor actriz         | Glenn Close  | Ganador   |
| Premios del Sindicato de Actores      | 27 de enero de 2019   | Mejor Actriz         | Glenn Close  | Ganador   |

## Ubicación
Parte de la película fue filmada en Arbigland Estate en Dumfries y Galloway, Escocia.